# Mordellina brunneotincta
Mordellina brunneotincta là một loài bọ cánh cứng trong họ Mordellidae. Loài này được Marseul miêu tả khoa học năm 1876.